# Dominik Nimmervoll
Dominik Nimmervoll OCist (* als Josef Nimmervoll am 24. Januar 1939 in Zwettl an der Rodl, Österreich) ist ein österreichischer Ordenspriester. Er war von 1977 bis 1991 Abt des Stiftes Wilhering.

## Leben
Nimmervoll wuchs mit seinen drei jüngeren Schwestern und den Eltern Ferdinand und Anna (geb. Katzmair) in Langzwettl auf, wo die Familie eine Landwirtschaft betrieb. Nach der Matura am Stiftsgymnasium von Wilhering 1957 trat Nimmvervoll am 19. August 1957 in das Noviziat von Stift Wilhering ein, wo er den Ordensnamen Dominik annahm, der an den Ordensgründer Dominikus erinnert. Nach seiner einfachen Profess am 20. August 1958 und dem Studium der Theologie in Linz (1958–1959) und an der Universität Innsbruck (1959–1963) empfing er am 30. März 1963 in der Jesuitenkirche in Innsbruck von Bischof Paulus Rusch die Priesterweihe.
Lehramtsstudien für Deutsch und Englisch belegte er an der Universität Wien sowie an der University of Notre Dame in Indiana. Am 19. Dezember 1969 erfolgte in Wien seine Promotion zum Dr. phil., 1970 legte er die Lehramtsprüfung für Höhere Schulen ab, um sodann bis 1986 am Wilheringer Stiftsgymnasium zu unterrichten. Parallel dazu wirkte er in der Seelsorge als Kooperator der Stiftspfarren Oberneunkirchen und Waxenberg.
Am 12. Dezember 1977 wählte der Konvent von Stift Wilhering Dominik Nimmervoll zu ihrem Abt. Der Bischof Linz, Franz Zauner, spendete ihm am 9. Januar 1978 die Abtsbenediktion. Von 1979 bis 1991 übernahm Nimmervoll die Verantwortung des Abtpräses der Österreichischen Zisterzienserkongregation, von 1986 bis 1991 als Apostolischer Delegat (Delegatus Sanctae Sedis) die Leitung des Stiftes Rein-Hohenfurth, dessen Abt Paulus Rappold seines Amtes enthoben wurde. Im Wintersemester 1990 nahm er einen Lehrauftrag für Homiletik an der Katholisch-Theologischen Hochschule Linz wahr.
Nimmervoll resignierte als Abt am 5. September 1991. Seit 1992 betreut er als Pfarrvikar, ab 2019 als Pfarrprovisor die Gemeinde St. Leopold in Linz, nachdem er von 1993 bis 1998 Dekan des Dekanates Linz-Nord, von 1996 bis 2003 Regionaldekan der Region Linz war.

## Veröffentlichungen
- Das Gebetbuch für Albrecht V. (Codex Vindobonensis 2722). Ein Beitrag zur Erforschung des mittelbairischen Sprachzustandes und der religiös-geistigen Welt des 15. Jahrhunderts in Österreich. In: Jahresbericht des Stiftsgymnasiums Wilhering. Band 60, 1969/70, S. 74–145 (= Dissertation der Universität Wien. Band 99, Verband der Wissenschaftlichen Gesellschaften Österreichs, Wien 1973).
- als Herausgeber: Konstitutionen. Österreichische Zisterzienserkongregation, Zisterzienserorden. Österreichische Zisterzienserkongregation, Wilhering 1988.
- als Herausgeber: Die Zisterzienser in Österreich. Dokumentation. Landesverlag, Linz 1990.